# Усов Костянтин Глібович
Костянтин Глібович Усов (9 липня 1988 , Кривий Ріг, Дніпропетровська область ) — український політик, народний депутат Верховної ради України VIII скл., депутат Київської міськради. З 11 лютого 2021 року заступник голови Київської міської адміністрації з питань здійснення самоврядних повноважень. До повномасштабного вторгнення РФ 2022 року координував діяльність Центрів надання адміністративних послуг (ЦНАП), Департаменту реєстрації КМДА та Департаменту транспорту КМДА.

## Біографія
Народився 9 липня 1988 року у Кривому Розі в родині інженерів, у віці 13 років отримав чорний пояс із карате.
У 2005 році закінчив Центрально-Міську гімназію зі срібною медаллю (Кривий Ріг), 2007 року став кореспондентом «Комерсант-Україна». 2009 році отримав диплом журналіста КНУ ім. Шевченка.
У 2012 році завершив навчання за програмою IVLP Державного департаменту США Fight Against Corruption.
У 2013 році отримав диплом юриста КНУ ім. Шевченка.
У тому ж році стає головою Наглядової ради телекомпанії «Перший міський телеканал. Одеса».
У квітні 2014 року став радником  голови Одеської ОДА.
З листопада 2014 по серпень 2019 року — народний депутат України VIII скликання, заступник голови Комітету ВРУ з питань інформатизації та зв'язку.
З 2015 року — секретар Спеціальної контрольної комісії Верховної Ради України з питань приватизації.
З 2016 року — заступник члена постійної делегації Парламентської Асамблеї Ради Європи. Член комітету рівності та недискримінації ПАРЄ.
З 2018 року — член комітету Парламентської Асамблеї Ради Європи з питань обрання суддів Європейського суду з прав людини.
З вересня 2019 року по лютий 2021 року працював директором з розвитку бізнесу та правових питань в Адвокатському об'єднанні «EVERLEGAL».
З лютого 2021 року — заступник голови Київської міської державної адміністрації з питань здійснення самоврядних повноважень.
Одружений, має двох синів.

## Освіта
- 2009 — Київський національний університет імені Шевченка, факультет журналістики.
- 2012 — програма IVLP Державного департаменту США Fight Against Corruption.
- 2013 — КНУ ім. Шевченка, юридичний факультет.
- 2023 — Гарвардський університет, магістерська програма у Школі управління імені Джона Ф. Кеннеді (John F. Kennedy School of Government).

## Журналістика
У 2006 році стажувався в українській редакції BBC World Service у Лондоні. Працював у «Телекритиці», на «Новому каналі», СТБ, «Фокусі» та «Дзеркалі тижня». 
З 2007 року працював у газеті «Коммерсантъ Украина».
З 2009 року працював журналістом-розслідувачем на телеканалі ТВі.
Найвідоміші розслідування: «Лук'янівка. Тюрма № 1», «Спецрозслідування. Політичні репресії», «Орендувати натовп», «Друзі президента», «Банда Дікаєва».

## Політика
У 2014 році став депутатам Верховної Ради від Кривого Рогу по 33 мажоритарному виборчому округу в м. Кривий Ріг і водночас наймолодшим мажоритарником парламенту восьмого скликання. У Верховній Раді працював на посадах заступника голови Комітету Верховної Ради України з питань інформатизації та зв'язку та секретаря Спеціальної контрольної комісії Верховної Ради України з питань приватизації.
Був заступником члена Постійної делегації у Парламентській асамблеї Ради Європи. У січні 2018 Костянтин Усов увійшов до складу комітету з юридичних питань та прав людини ПАРЄ, який займається формуванням складу Європейського суду. Загалом до комітету обирають 40 фахівців-юристів з-поміж майже тисячі делегатів ПАРЄ.
З 25 грудня 2018 року знаходиться під санкціями РФ.
2020 — обраний депутатом Київської міськради IX скликання.
9 лютого 2021 року мер Києва Віталій Кличко призначив Усова заступником голови КМДА з питань здійснення самоврядних повноважень.
Під час повномасштабного вторгнення Росії в Україну та наступу на Київ у лютому-березні 2022 року одним із обов’язків Усова була організація евакуації цивільного населення із Києва та прилеглих міст Буча, Ірпінь тощо. 
У дні, коли йшли бої за Київ, Усов отримав запрошення на річну магістерську програму Гарвардського університету. Аплікаційні документи Усов подавав ще у 2021 році. Ці дії були скоординовані з Київським міським головою та головою КМДА Віталієм Кличком, який став одним із трьох його рекомендаторіву Гарвард. Після того, як ситуація в українській столиці стала більш спокійною, Усов ухвалив рішення поїхати влітку 2022 року на навчання до США. Рішення було ухвалено після розмов з командою у Київраді, міським головою, українським МЗС та посольством США. Столичний мер повідомив про своє рішення зберегти за Усовим позицію заступника на час відсутності.
У 2023 році Усов повернувся до України після навчання у США.

### Законотворча діяльність
1 квітня 2016 року зареєстрував проєкт закону про внесення змін до Кодексу України про адміністративні правопорушення щодо посилення відповідальності за порушення вимог природоохоронного законодавства, згідно з яким штрафи за несанкціоновані викиди промислових підприємств збільшаться до 400 разів.
Співавтор Закону «Про освіту», що передбачає початкову, середню та вищу освіту в Україні державною мовою.

## Резонансні справи
У жовтні 2024 року заступник голови КМДА Костянтин Усов успішно пройшов експертизу з використанням поліграфа у межах розслідування справи про зловживання у сфері перевезень у Києві. Своє рішення пройти поліграф він пояснив тим, що влітку 2024 року представники медіа, посилаючись на анонімні джерела в Державному бюро розслідувань, поширювали звинувачення щодо нього, зокрема про нібито ймовірні вимагання поборів з перевізників. 
4 червня 2024 року Державне бюро розслідувань проводило слідчі дії у службових приміщеннях КМДА, у межах якого слідчі обшукали кабінети та вилучили для ознайомлення телефони, компʼютер та особисті кошти Костянтина Усова. 5 червня 2024 року КМДА на офіційному сайті заперечила поширену деякими медіа інформацію про вручення Усову підозри від ДБР. За повідомленням КМДА, 5 червня 2024 року було повідомлено про підозру заступникові директора Департаменту транспортної інфраструктури КМДА, а не Усову. Через чотири місяці ДБР повернуло Костянтину Усову особисті кошти як такі, що не мають жодного стосунку до кримінального провадження.

## Нагороди
- 2012 — спецприз у конкурсі «Честь професії»[29].
- 2012 — премія ім. Кривенка «За поступ у журналістиці»[30].

### Соціальні мережі
- Блог Костянтина Усова на «Українській правді»
- Колонка Костянтина Усова на НВ

- | - п - о - р Депутати Верховної Ради України VIII скликання | - п - о - р Депутати Верховної Ради України VIII скликання                                                                                                                                                                                                                                                                                                                                                                                                                                                                                                                                                                                                                                                                                                                                                                                                                                                                                                                                                                                                                                                                                                                                                                                                                                                                                                                                                                        |
| ---------------------------------------------------------- | --- |
| Президія ВРУ                                               | І. Геращенко · Парубій · Сироїд |
| Блок Петра Порошенка                                       | Агафонова · С. Алєксєєв · Андрієвський · Антонищак · Арешонков · Ар'єв · Артюшенко · Бакуменко · О. Барна · Березенко · Бєлькова · Білозір · Білоцерковець · Богомолець · Брензович · Бригинець · Буглак · Вадатурський · Валентиров · Велікін · Вінник · Герасимов · Голубов · Гончаренко · Горват · Грановський · Гринів · Гудзенко · Давиденко · Демчак · В. Денисенко · Дехтярчук · Джемілєв · Дмитренко · Довбенко · Домбровський · Б. Дубневич · Я. Дубневич · Євлахов · Єфімов · Жолобецький · Заболотний · Загорій · Зварич · Іонова · Іщейкін · Іщенко · Карпунцов · Кіт · Князевич · Кобцев · Козаченко · Козир · Кононенко · Король · Кудлаєнко · Кузьменко · Куліченко · Куніцин · Куренной · Курило · Кучер · М. Лаврик · Лесюк · Лівік · Лопушанський · Ір. Луценко · Люшняк · Макар'ян · Македон · Мамчур · Матвієнко · Матіос · Матузко · Мацола · Мельник · Мельниченко · І. Мельничук · Мушак · Негой · Немировський · Нестеренко · Новак · Онуфрик · Павелко · Паламарчук · Палатний · В. Пинзеник · Побер · Порошенко · Продан · Ревега · Рибак · Ричкова · Різаненко · Р. Романюк · Рудик · Сабашук · Саврасов · Севрюков · Соловей · Сольвар · Співаковський · Спориш · Сугоняко · Суслова · Тіміш · Ткачук · Третьяков · Тригубенко · Урбанський · Усов · Фролов · Хлань · Чекіта · Чепинога · Червакова · Черненко · Чубаров · Шверк · Шинькович · Южаніна · Юрик · Юринець · Юрчишин · Яніцький · Яриніч |
| Народний фронт                                             | І. Алексєєв · Бабенко · Бабій · Бендюженко · Ю. Береза · О. Бойко · М. Бондар · Бриченко · Бурбак · Васюник · Величкович · Висоцький · Вознюк · Войцеховська · Гаврилюк · А. Геращенко · Горбунов · Гузь · Данілін · Дейдей · Дзензерський · Дзюблик · Дирів · Донець · Драюк · Дроздик · Єдаков · Єленський · Ємець · Заставний · Іванчук · Кадикало · Кацер-Бучковська · Кірш · Княжицький · Кодола · Колганова · Корчик · Котвіцький · Кремінь · Вад. Кривенко · Кривошея · Кришин · Ксенжук · Лапін · Левус · Ледовських · Логвинський · Лук'янчук · Лунченко · Масоріна · Матейченко · Медуниця · Мепарішвілі · Пашинський · П. Пинзеник · Підберезняк · Побочіх · Поляков · Помазанов · Присяжнюк · Река · Романовський · В. Романюк · Савка · Савчук · Сидорчук · Соляр · Сочка · Сташук · Стеценко · Сюмар · Тетерук · Унгурян · Фаєрмарк · Федорук · Хміль · Чорновол · Шкварилюк |
| Опозиційний блок                                           | Балицький · Бахтєєва · Білий · Вілкул · Воропаєв · Гальченко · Гусак · Д. Добкін · М. Добкін · Долженков · Звягільський · Ківалов · Кісельов · Козак · Колєсніков · Королевська · Ларін · Льовочкіна · Мартовицький · Матвієнков · Мирний · Ю. Мірошниченко · Мороко · Мураєв · Нечаєв · Німченко · Новинський · Омельянович · Ю. Павленко · Павлов · Папієв · Рабінович · Сажко · Скорик · Солод · Шенцев · Шпенов · Шурма · Шуфрич |
| Об'єднання «Самопоміч»                                     | Бабак · Березюк · Войціцька · Данченко · Діденко · Журжій · Зубач · Кіраль · Костенко · О. Лаврик · Маркевич · І. Мірошниченко · Опанасенко · Острікова · Пастух · Підлісецький · Подоляк · Романова · Семенуха · Семенченко · Сидорович · Сисоєнко · Скрипник · Є. Соболєв · Сотник |
| Група «Відродження»                                        | Барвіненко · Березкін · Біловол · Бобов · В. Бондар · Гєллєр · Гуляєв · Зубик · Ільюк · Кацуба · Кіссе · Клімов · Кулініч · Ланьо · Мисик · Остапчук · Писаренко · Пресман · Развадовський · Святаш · Хомутиннік · Шаповалов · Шипко · Шкіря · Яценко |
| Радикальна партія Олега Ляшка                              | Амельченко · Вітко · Вовк · Галасюк · Гулак · Заружко · Кириченко · Корчинська · Кошелєва · Купрієнко · Ленський · Лінько · Лозовой · Ляшко · Мосійчук · Попов · Рибалка · Силантьєв · Скуратовський · Чижмарь · Шухевич |
| ВО «Батьківщина»                                           | Абдуллін · Богдан · Бухарєв · Власенко · Дубіль · Євтушок · Івченко · І. Кириленко · Кожем'якін · Кондратюк · Крулько · Кужель · Іг. Луценко · Немиря · Одарченко · Рибчинський · Рябчин · С. Соболєв · Тарасюк · Ю. Тимошенко · Шкрум |
| Група «Воля народу»                                        | Бандуров · Богуслаєв · Гіршфельд · Довгий · Івахів · Лабазюк · Мартиняк · Микитась · Молоток · Москаленко · Петьовка · Пономарьов · Поплавський · Супруненко · Фельдман · Фурсін · Шахов |
| Позафракційні                                              | Бакулін · В. Балога · І. Балога · П. Балога · Батенко · Безбах · Б. Береза · Білецький · Ю. Бойко · Бублик · Веселова · Герега · Головко · Голуб · Гопко · Анат. Денисенко · Андр. Денисенко · Дерев'янко · Деркач · Дідич · Добродомов · Дубінін · Дунаєв · Єднак · Жеваго · Заліщук · Іллєнко · Іоффе · Каплін · Кишкар · Клюєв · Констанкевич · Константіновський · Корнацький · Вік. Кривенко · Кривохатько · Купрій · Курячий · Левченко · Лещенко · Литвин · Лубінець · Льовочкін · Марченко · Матвійчук · Матківський · С. Мельничук · Міщенко · Мусій · Найєм · Недава · Ничипоренко · Онищенко · Осуховський · Парасюк · О. Петренко · Пташник · Розенблат · Н. Савченко · Тарута · Юр. Тимошенко · Чумак · В. Шевченко · О. Шевченко · Ярош |
| Депутати, що вибули                                        | Аваков · Артеменко · Атрошенко · С. Барна · Ванат† · Вощевський · Гарбуз · Гвоздьов · Гордєєв · Гриневич · Гройсман · Денісова · Єремеєв† · Єфремова · Жданов · Квіт · В. Кириленко · Климпуш-Цинцадзе · Ковальчук · Кубів · Куліч · Кутовий · Ю. Луценко · Мартиненко · Мірошник · Насалик · Насіров · Огнєвіч · Р. Павленко · Пацкан · П. Петренко · Розенко · О. Савченко · Семерак · Стець · Сторожук · Тимчук† · Томенко · Турчинов · Філатов · Фірсов · Фріз · Шлемко · Юзькова · Яценюк |